# Otto Schenk
Otto Schenk (Bécs, 1930. június 12. – Irrsee mellett, 2025. január 9.) osztrák rendező, színész.

## Élete
A Max Reinhardt-szemináriumban végzett képzése után a bécsi Volkstheaterban kezdte karrierjét, majd a Theater in der Josefstadtban folytatta. 1953-tól különböző bécsi színházi előadások rendezője volt. 1957-ben rendezte meg első operáját (Wolfgang Amadeus Mozart: A varázsfuvola) a Salzburgban.

## Rendezői munkái
- 1955: Umsonst; Johann Nepomuk Nestroy, Theater in der Josefstadt
- 1957: A varázsfuvola, Landestheater Salzburg,
- 1962: Lulu, Theater an der Wien; (karmester: Karl Böhm)
- 1964: Jenufa, Wiener Staatsoper (karmester: Jaroslav Krombholc)
- 1964: A varázsfuvola, Salzburgi Ünnepi Játékok
- 1964: Pásztoróra, Wiener Volksoper (karmester: Peter Maag)
- 1966: Carmen, Staatsoper (karmester: Lorin Maazel)
- 1966: Hoffmann meséi, Wiener Staatsoper (karmester: Josef Krips).
- 1967: Don Giovanni, Wiener Staatsoper (karmester: Josef Krips)
- 1968: A rózsalovag, )karmester: Leonard Bernstein)
- 1968: Lulu, Staatsoper (karmester: Karl Böhm)
- 1969: Bohémélet, Bayerische Staatsoper[9]
- 1970: Macbeth, Staatsoper (karmester: Karl Böhm), mit Christa Ludwig, Sherill Milnes
- 1970: Fidelio, zunächst Theater an der Wien, dann Wiener Staatsoper (karmester: Leonard Bernstein)
- 1971: Az öreg hölgy látogatása, Staatsoper UA (karmester: Horst Stein)
- 1971: A makrancos hölgy, Christine Ostermayerrel és Klaus Maria Brandauerrel, Residenztheater München/TV-Film 1974 (Bayerischer Rundfunk)
- 1971: La Traviata, Staatsoper (karmester: Josef Krips),
- 1972: A bűvös vadász, Staatsoper (karmester: Karl Böhm)
- 1972: A rózsalovag, München[10]
- 1972: A víg özvegy, Frankfurt, karmester: Christoph von Dohnányi
- 1972: A denevér, Frosch
- 1973: Romeo és Júlia, München, Residenztheater (Klaus Maria Brandauerrel és Christiane Schröderrel).
- 1973: Vízkereszt, vagy amit akartok Salzburgi Ünnepi Játékok
- 1974: Le nozze di Figaro, Teatro alla Scala (karmester: Claudio Abbado)
- 1975: Cosi fan tutte, Staatsoper (karmester: Karl Böhm)
- 1975: A nürnbergi mesterdalnokok, Staatsoper (karmester:Christoph von Dohnany)
- 1976: Borisz Godunov, Staatsoper (karmester: Robert Satanowski)
- 1976: Ármány és szerelem, Staatsoper UA (karmester: Christoph von Dohnany)
- 1978: Tannhäuser, Metropolitan Opera
- 1979: Il trittico, Staatsoper (karmester: Gerd Albrecht)
- 1979: A denevér, Staatsoper (karmester: Theodor Guschlbauer)
- 1980: Szerelmi bájital , Staatsoper (karmester: Jesús López Cobos)
- 1981: Andrea Chénier, Wiener Staatsoper (karmester Nello Santi)
- 1981: Baal, zeneszerző: Friedrich Cerha, Salzburgi Ünnepi Játékok, késöbb Wiener Staatsoper is
- 1982: Az eladott menyasszony, Staatsoper (karmester: Fischer Ádám)
- 1982: Tannhäuser, Staatsoper (karmester: Lorin Maazel)
- 1983: A bűvös vadász, Bregenzer Festspiele
- 1984: Karl V, Staatsoper (karmester: Erich Leinsdorf)
- 1986: A Nibelung gyűrűje, Metropolitan Opera (karmester James Levine)
- 1986: Manon Lescaut, 1986, Wiener Staatsoper, (karmester: Giuseppe Sinopoli)
- 1987: Ruszalka, Wiener Staatsoper (karmester: Vaclav Neumann)
- 1988: A varázsfuvola, Wiener Staatsoper (karmester: Nikolaus Harnoncourt)
- 1993: A nürnbergi mesterdalnokok, Metropolitan Opera, New York (karmester: James Levine)
- 2006: Don Pasquale, Metropolitan Opera, New York (karmester: Maurizio Benini)[11]
- 2014: Příhody lišky Bystroušky (A ravasz rókácska kalandjai, Leoš Janáček operája), Wiener Staatsoper (karmester: Franz Welser-Möst)

## Könyvei
- Garantiert zum Lachen. Witzesammlung. Piper, 2003
- Nach außen bin ich ja viel jünger. Ein Stück aus meinem Leben. Piper, 2006
- Sachen zum Lachen. Ein Lesebuch. 16. Auflage. Piper, 2006
- Wer kocht, ist selber schuld. Angefressene Memoiren. Amalthea, 2007
- Darum das ganze Theater. Nichts ist so komisch wie das Leben. Amalthea, 2008
- Es war nicht immer komisch. Notizen aus meinen ersten 80 Jahren. Amalthea, 2010
- Warum mir so fad ist …. Amalthea Signum Verlag GmbH, Wien 2012, ISBN 978-3-85002-796-0
- Lichtskizzen. New York und Venedig in den 1960er-Jahren. szerk. Ronnie Niedermeyer, Verlag Bibliothek der Provinz, 2014
- Ich bleib noch ein bissl, Flüssiges und Überflüssiges. Mit Bildgeschichten von Fritz von der Schulenburg und Verzeichnissen der Theaterrollen sowie der Regiearbeiten für Schauspiel, Oper und Operette. Amalthea, 2014
- Ich kann’s nicht lassen. Rührendes und Gerührtes. Amalthea, 2016
- Wer’s hört, wird selig. Musikalisches und Unmusikalisches. Amalthea Signum, Wien 2018, ISBN 978-3-99050-139-9
- Schenk. Das Buch: Ein intimes Lebensbild. Michael Horowitz-cal, Molden/Styria, Bécs 2020, ISBN 978-3-222-15047-0

## Fordítás
- Ez a szócikk részben vagy egészben a Otto Schenk című német Wikipédia-szócikk fordításán alapul.  Az eredeti cikk szerkesztőit annak laptörténete sorolja fel. Ez a jelzés csupán a megfogalmazás eredetét és a szerzői jogokat jelzi, nem szolgál a cikkben szereplő információk forrásmegjelöléseként.